# Bourse de Jakarta
Pour les articles homonymes, voir BEJ et JSX.
La Bourse de Jakarta (en indonésien, Bursa Efek Jakarta ou BEJ ; en anglais, Jakarta Stock Exchange  ou JSX) est un ancien établissement résultant de la création par les Néerlandais en 1912 d'une bourse des valeurs pour seules sociétés coloniales, qui est devenue en 1977 une bourse indépendante au service du pays. Elle a fusionné en septembre 2007 avec le Surabaya Stock Exchange pour former l'Indonesia Stock Exchange.

## Histoire
Créée en 1912 sous le gouvernement colonial néerlandais comme une version locale de la Bourse d'Amsterdam, la Bourse de Jakarta était destinée à servir les entreprises hollandaises sur place. Elle a fermé pendant la Première et la Seconde Guerre mondiale et n'est devenue une vraie Bourse qu'en 1977. L'État indonésien a créé ensuite une société publique, PT Dmarareska, autorisée à souscrire la moitié des émissions d'actions et une autorité de marché chargée de gérer la Bourse, la Bapepam (Badan Pengawas Pasar Modal, Agence de supervision du marchés de capitaux).
Le 13 juillet 1992, la bourse a été privatisée, devenant la propriété de Jakarta Exchange Inc. Le Bapepam a été réduit à des fonctions de surveillance. Le 22 mars 1995 a été lancé un système de cotation automatique, le Jakarta Automated Trading System (JATS).
Comme les autres bourses asiatiques, Jakarta a bénéficié au début des années 1990 d'un afflux massif de capitaux étrangers qui se retirent ensuite, déstabilisant la monnaie puis l'économie des pays, et amenant la fin du système de change fixe.
En septembre 2007, la bourse de Jakarta et celle de Surabaya ont été fusionnées par le ministère des finances sous le nom d'Indonesia Stock Exchange.